# Protoparamisophria biforaminis
Protoparamisophria biforaminis is een eenoogkreeftjessoort uit de familie van de Arietellidae. De wetenschappelijke naam van de soort is voor het eerst geldig gepubliceerd in 2005 door Ohtsuka, Nishida & Machida.